# Liste des grues portuaires historiques
La liste des grues portuaires historiques comprend des grues portuaires historiques du Moyen Age à l'introduction de grues métalliques dans la révolution industrielle au cours du 19e siècle. Les reconstructions modernes sont également répertoriées.
| Nom                        | Situation          | Pays      | Rivière                    | Description | Materiau       | Image |
| -------------------------- | ------------------ | --------- | -------------------------- | --- | -------------- | ----- |
| Żuraw (Krantor)            | Gdańsk (Danzig)    | Pologne   | Motława (Mottlau)          | 1367, modification 1442–1444; la grue la plus ancienne dans la zone anciennement germanophone                                                                                      | Pierre et bois |       |
| Stadskraan (Utrecht)       | Utrecht            | Pays-Bas  | Oudegracht                 | 1402, grue de ville à roue à aubes principalement utilisée pour les tonneaux de vin, plusieurs fois rénovée, reconstruite sur un autre emplacement après son effondrement en 1837. | Bois / pierre  |       |
| Alter Krahnen              | Trèves (Allemagne) | Allemagne | Moselle                    | 1413, en service jusqu'en 1910, deux estacades, une pour attacher un contrepoids                                                                                                   | Pierre         |       |
| Rheinkran                  | Bingen             | Allemagne | Rhin                       | 1487, rénové en 1819, en service jusqu'en 1890; après rénovation complète en service (démonstrations touristiques) depuis 2008                                                     |                |       |
| Alter Krahnen              | Andernach          | Allemagne | Rhine                      | 1554-1561, en service jusqu'en 1911 | Pierre         |       |
| Oestricher Kran            | Oestrich-Winkel    | Allemagne | Rhine                      | 1744-1745, en service jusqu'en 1926 | Bois           |       |
| Mastekran (Mastekranen)    | Copenhagen         | Danemark  | Holmen, harbour            | 1748-1751 par Philip de Lange; pour monter des mâts sur de grands voiliers | Pierre et bois |       |
| Alter Kranen               | Würzburg           | Allemagne | Main                       | 1767-1773 par Franz Neumann, deux flèches, chacune avec une chaîne et un crochet                                                                                                   | Pierre         |       |
| Zollkran                   | Trier              | Allemagne | Moselle                    | 1774, en service jusqu'en 1900, deux estacades, une pour attacher un contrepoids                                                                                                   | Pierre         |       |
| Alter Kranen               | Marktbreit         | Allemagne | Main                       | Californie. 1750 (bois); reconstruit (pierre) après la crue de glace de 1784, en service jusqu'en 1900                                                                             | Pierre         | Image |
| Alter Krahn Alter Salzkran | Lüneburg           | Allemagne | Ilmenau                    | 1379; reconstruit en 1797 après une inondation de glace, en service jusqu'en 1860                                                                                                  | Bois           |       |
| Harbour crane              | Rostock            | Allemagne | Lower Warnow               | première grue au 16e siècle ; reconstruction d'une grue du XVIIIe siècle | Bois           |       |
| Alter Salzkran             | Stade              | Allemagne | Schwinge                   | 1661, en 1898 démoli, en 1977 reconstruit sur le modèle de l'Alter Krahn à Lunebourg                                                                                               |                |       |
| Alter Saarkran             | Saarbrücken        | Allemagne | Saar                       | 1762 par F.-J. Stengel, 1784 rénové; état ruiné après 1865; reconstruit en 1989 | Bois           |       |
| Havenkraan, Hanzekraan     | Brugge             | Belgique  | Kraanplein (CraenePlaetse) | 1288, reconstruit en 1434, en service jusqu'en 1767; reconstruction moderne à petite échelle de la grue médiévale au port de Bruges représenté, deux roues motrices;               | Bois           |       |